# الخطوط الجوية الأرجنتينية
الخطوط الجوية الأرجنتينية (بالإسبانية: Aerolíneas Argentinas) هي أكبر شركة طيران محلية ودولية في الأرجنتين وهي الناقل الوطني لها. الخطوط الجوية الأرجنتينية وطيران لان هما الشركتان الأمريكيتان الجنوبيتان الوحيدتان اللتان لهما رحلات إلى أوقيانوسيا. أنشئت شركة الطيران في عام 1949، من اندماج أربع شركات وبدأت عملياتها في ديسمبر 1950.

## الوجهات

### التحالف
وقعت الشركة اتفاقية بدء الانضمام إلى سكاي تيم في أواخر نوفمبر 2010. أصبحت أول شركة طيران من أمريكا الجنوبية وثاني شركة طيران من أمريكا اللاتينية تنضم إلى التحالف في أغسطس 2012، وأصبحت العضو الثامن عشر. انضم قسم الشحن في الخطوط الجوية الأرجنتينية إلى سكاي تيم للشحن في نوفمبر 2013، لتصبح شركة الطيران العضو الثاني عشر في التحالف.

### اتفاقية الرمز المشترك
اعتبارًا من مايو 2022، لدى الخطوط الجوية الأرجنتينية اتفاقية الرمز المشترك مع الشركات التالية:
- طيران المكسيك
- طيران أوروبا
- الخطوط الجوية الفرنسية
- خطوط دلتا الجوية
- إل عال
- Gol Transportes Aéreos
- إيتا (شركة طيران)
- الخطوط الجوية الملكية الهولندية
- كوريا للطيران

## الأسطول

### الأسطول الحالي
تشغل الخطوط الجوية الأرجنتينية، بعد اندماج شركة أوسترال الفرعية معها، الطائرات التالية اعتبارًا من مارس 2021.
| الطائرة          | في الخدمة | مطلوبة | الركاب       | الركاب     | الركاب  | ملاحظات                                |
| الطائرة          | في الخدمة | مطلوبة | رجال الأعمال | الإقتصادية | المجموع | ملاحظات                                |
| ---------------- | --------- | ------ | ------------ | ---------- | ------- | -------------------------------------- |
| إيرباص إيه 330   | 8         | 2      | 24           | 248        | 272     | هناك طائراتان مستأجرتان من تروإيرو.    |
| بوينغ 737-700    | 8         | —      | 8            | 120        | 128     |                                        |
| بوينغ 737-800    | 29        | —      | 8            | 162        | 170     |                                        |
| بوينغ 737 ماكس   | 7         | 4      | 8            | 162        | 170     | [ 19 ]                                 |
| إمبراير اي-جت    | 26        | —      | 8            | 88         | 96      | نُقلت من أوسترال لينياس إيرياس التالية. |
| أسطول الشحن      |           |        |              |            |         |                                        |
| بوينغ 737 إف 800 | —         | 2      | شحن          | شحن        | شحن     | التسليم في 2023.                       |
| المجموع          | 78        | 8      |              |            |         |                                        |

### التاريخي
شغلت الخطوط الجوية الأرجنتينية سابقًا الطائرات التالية:
- إيرباص إيه 310[24]
- إيرباص إيه 320
- إيرباص إيه 340[25]
- إيرباص إيه 340[26]
- أفرو يورك
- بوينغ 707[27]
- بوينغ 707
- بوينغ 727
- بوينغ 727[27]
- بوينغ 737[24]
- بوينغ 737[24]
- بوينغ 737[24]
- بوينغ 737
- بوينغ 737 كلاسيك
- بوينغ 747 أس بي[27]
- بوينغ 747[24]
- بوينغ 747-400[28][29]
- سود أفياسيون كارافيل
- سود أفياسيون كارافيل
- سود أفياسيون كارافيل[30]
- كونفير سي في -240[31]
- دي هافيلاند كومت[30]
- دي هافيلاند كومتC[30]
- دوغلاس سي-47 سكاي ترين
- دوغلاس سي-47 سكاي ترين
- دوغلاس سي-47 سكاي ترين
- دوغلاس سي-54 سكاي ماستر
- دوغلاس دي سي-3[30][32]
- دوغلاس دي سي-4[30][32]
- دوغلاس دي سي-6
- فوكر إف 28 فلوشيب[27]
- فوكر إف 28 فلوشيب[27]
- هوكر سايدلي إتش أس 748[33]
- لوكهيد كونستليشن
- ماكدونل دوغلاس إم دي-80[34]
- ماكدونل دوغلاس إم دي-80[34]
- شورت ساندرينغهام[31]
- YS-11-100
- فيكرز في سي 1 فايكنغ[33]

### الكسوة
جددت الخطوط الجوية الأرجنتينية في يونيو 2010 كسوة طائراتها لإضفاء مظهر أكثر حداثة على الخطوط الجوية. الشعار الجديد هو مزيج من اللونين الأزرق الفاتح والرمادي. تبنت شركة الطيران التابعة أوسترال أيضًا هذا الطلاء الجديد.